# Biegi narciarskie na Zimowej Uniwersjadzie 2015 – sztafeta mężczyzn
Narciarska sztafeta mężczyzn na Zimowej Uniwersjadzie odbyła się 30 stycznia na trasach biegowych Sporting Centre FIS w słowackim Szczyrbskim Jeziorze.
Mistrzami w sztafecie zostali zawodnicy Rosji. Wicemistrzami zostali reprezentanci Kazachstanu, a brązowe medale zdobyli reprezentanci Czech.

## Terminarz
| Data        | Konkurencja | Godzina rozpoczęcia |
| Data        | Konkurencja | Czas CET            |
| ----------- | ----------- | ------------------- |
| 30 stycznia | Finał       | 12:00               |

## Wyniki
| Miejsce | Zawodnik                                                                          | Reprezentacja     | Czas      | Strata   |
| ------- | --------------------------------------------------------------------------------- | ----------------- | --------- | -------- |
| złoto   | Andriej Feller Artem Nikołajew Raul Szakirzianow Andriej Łarkow                   | Rosja             | 1:22:49,0 | –        |
| srebro  | Aleksandr Małyszew Jewgienij Wieliczko Jewgienij Bondarenko Mark Starostin        | Kazachstan        | 1:24:42,7 | +1:53,7  |
| brąz    | Jacob Kordač Adam Fellner Jakub Gräf Daniel Mąka                                  | Czechy            | 1:25:46,0 | +2:57,0  |
| 4.      | Alexis Jeannerod Bertrand Hamoumraoui Loïc Guigonnet Lucas Chanavat               | Francja           | 1:25:46,1 | +2:57,1  |
| 5.      | Kentarō Ishikawa Hiroyuki Miyazawa Tomoki Satou Takatsugu Uda                     | Japonia           | 1:26:16,6 | +3:27,6  |
| 6.      | Ołeksij Krasowski Konstantin Jaremenko Oleg Yoltukhovskyy Rusłan Perechoda        | Ukraina           | 1;27:41,5 | +4:52,5  |
| 7.      | Jørgen Grav Erik Lippestad Thorstensen Vegard Antonsen Petter Reistad             | Norwegia          | 1:28:19,5 | +5:30,5  |
| 8.      | Jan Antolec Wojciech Suchwałko Maciej Staręga Mateusz Ligocki                     | Polska            | 1:29:22,3 | +6:33,3  |
| 9.      | Max Olex Johannes Pfab Andreas Weishaupl Toni Escher                              | Niemcy            | 1:29:24,6 | +6:35,6  |
| 10.     | Andrej Segeč Erik Urgela Rudolf Michalovský David Brunn                           | Słowacja          | 1:29:53,0 | +7:04,0  |
| 11.     | Arnaud du Pasquier Janis Lindegger Philipp Spiess Reto Hammer                     | Szwajcaria        | 1:30:09,1 | +7:20,1  |
| 12.     | Gilberto Panisi Pietro Mosconi Dario Giovine Emanuele Becchis                     | Włochy            | 1:32:05,9 | +9:16,9  |
| 13.     | Ha Tae-bok Lee Jae-bong Kim Eun-cho Cho Yong-jin                                  | Korea Południowa  | 1:35:15,7 | +12:26,7 |
| 14.     | Gantulga Otgondavaa Batmönchijn Arczbadrach Byambadorj Bold Amarsanaa Baasansuren | Mongolia          | 1:41:29,4 | +18:40,4 |
| 15.     | Nathaniel Hough Taylor Vignaroli Patrick Rodgers Benjamin Noren                   | Stany Zjednoczone | LAP       |          |